# General Güemes megye (Chaco)
General Güemes egy megye Argentínában, Chaco tartományban. A megye székhelye Juan José Castelli.

## Települések
A megye 6 nagyobb településből (Localidades) áll:
- El Sauzalito
- Fuerte Esperanza
- Juan José Castelli
- Miraflores
- Misión Nueva Pompeya
- Villa Río Bermejito

Kisebb települései (Parajes):